# Вівсянка капська
Вівсянка капська (Emberiza capensis) — вид горобцеподібних птахів родини вівсянкових (Emberizidae).

## Поширення
Вид поширений в Південній Африці південніше Анголи і Танзанії. Місце його проживання — кам'янисті схили та сухий бур'янистий чагарник, переважно в горах.